# Referendum na Węgrzech w 2022 roku

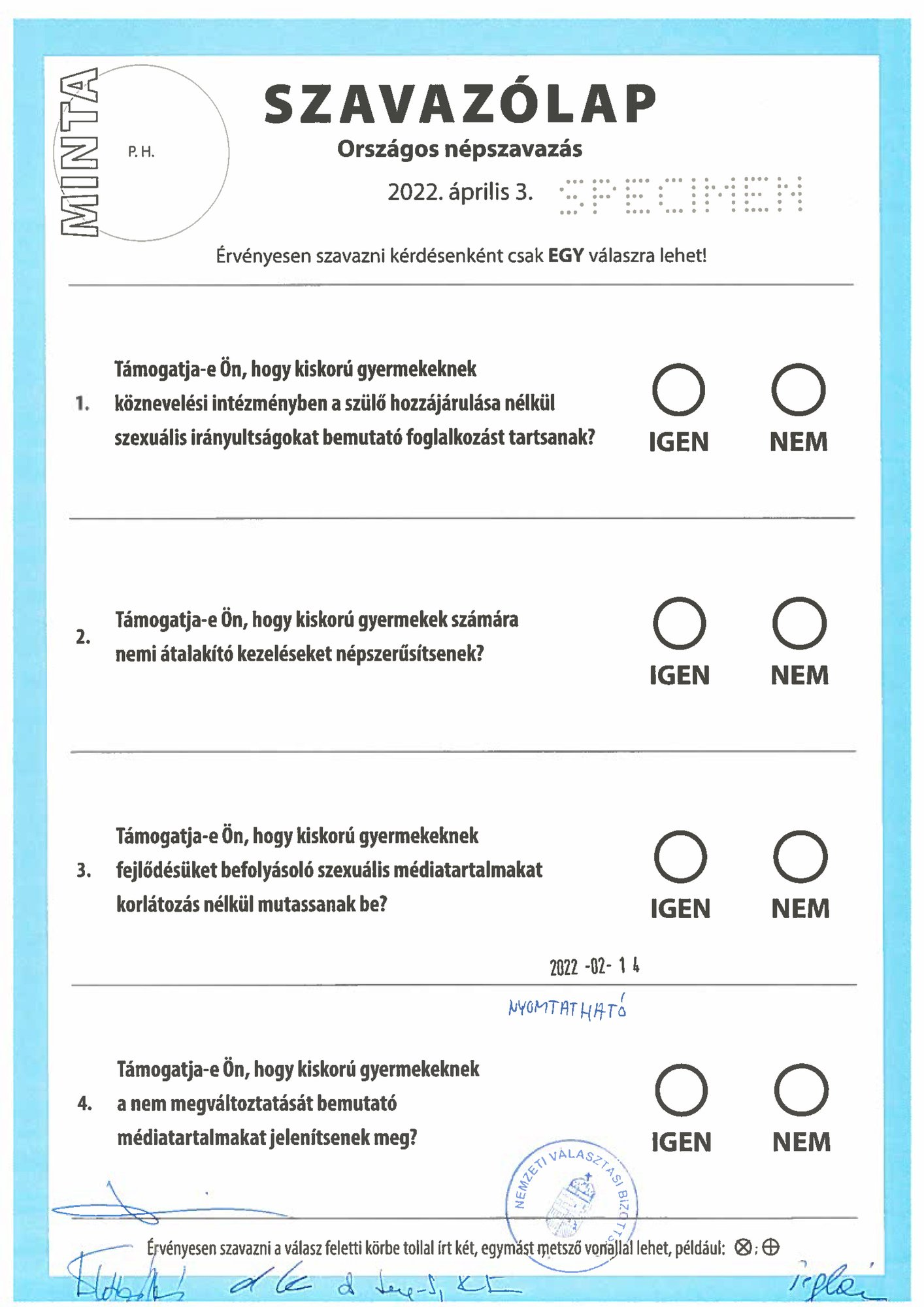
Karta do głosowania, Referendum na Węgrzech w 2022 roku

Referendum na Węgrzech – odbyło się 3 kwietnia 2022 w dniu wyborów parlamentarnych.

## Treść
| Nr | Treść pytania |
| -- | --- |
| 1  | Czy popiera Pan/Pani nauczanie o orientacji seksualnej nieletnich w publicznych placówkach edukacyjnych bez zgody rodziców?                |
| 2  | Czy popiera Pan/Pani promowanie terapii zmiany płci u nieletnich?                                                                          |
| 3  | Czy popiera Pan/Pani nieograniczone pokazywanie nieletnim treści medialnych o charakterze seksualnym, które mogą mieć wpływ na ich rozwój? |
| 4  | Czy popiera Pan/Pani pokazywanie nieletnim treści medialnych dotyczących zmiany płci?                                                      |

## Kontrowersje
Pytania zaproponowane do referendum zostały opisane jako podchwytliwe i sugestywne.
Rząd Viktora Orbána oświadczył, że referendum ma dotyczyć „ochrony dzieci”.
Przewodnicząca Komisji Europejskiej Ursula von der Leyen nazwała inicjatywę hańbiącą oraz uderzającą w prawa społeczności LGBT.

## Wyniki
| Sprawa | Sprawa | Odpowiedź       | Odpowiedź          | Głosy ważne                                  | Głosy nieważne                               |
| Sprawa | Sprawa | TAK             | NIE                | Głosy ważne                                  | Głosy nieważne                               |
| ------ | --- | --------------- | ------------------ | -------------------------------------------- | -------------------------------------------- |
| 1.     | Nauczanie o orientacji seksualnej nieletnich w publicznych placówkach edukacyjnych bez zgody rodziców                | 300,282 (7,68%) | 3,610,154 (92,32%) | 3,910,436 (47,60% zarejestrowanych wyborców) | 1,717,702 (20,91% zarejestrowanych wyborców) |
| 2.     | Promowanie terapii zmiany płci u nieletnich                                                                          | 158,447 (4,08%) | 3,721,934 (95,92%) | 3,880,381 (47,23% zarejestrowanych wyborców) | 1,747,757 (21,27% zarejestrowanych wyborców) |
| 3.     | Nieograniczone pokazywanie nieletnim treści medialnych o charakterze seksualnym, które mogą mieć wpływ na ich rozwój | 180,785 (4,67%) | 3,691,376 (95,33%) | 3,872,161 (47,13% zarejestrowanych wyborców) | 1,755,977 (21,37% zarejestrowanych wyborców) |
| 4.     | Pokazywanie nieletnim treści medialnych dotyczących zmiany płci                                                      | 186,938 (4,83%) | 3,683,104 (95,17%) | 3,870,042 (47,11% zarejestrowanych wyborców) | 1,758,096 (21,40% zarejestrowanych wyborców) |

Żadne z pytań nie osiągnęło wymaganego progu 50% zarejestrowanych wyborców oddających ważny głos „tak” lub „nie” (4,107,652), aby referendum było ważne i wiążące.